# Pleisweiler-Oberhofen
Pleisweiler-Oberhofen település Németországban, Rajna-vidék-Pfalz tartományban. Lakosainak száma 833 fő (2023. december 31.).

## Népesség
A település népességének változása:
| Lakosok száma | 747  | 827  | 848  | 854  | 852  | 833  |
|               | 1975 | 2017 | 2019 | 2021 | 2022 | 2023 |